# Patricia Vickers-Rich
Patricia Arlene Vickers-Rich AO (Exeter, California, 11 de julio de 1944), también conocida como Patricia Rich, es una paleontóloga y ornitóloga australiana de origen norteamericano, profesora de paleontología y paleobiología e investigadora de los cambios ambientales que han afectado a Australia (incluido el antiguo supercontinente Gondwana) y cómo esto dio forma a la evolución de la fauna y la flora australiana.

## Biografía
Nació y se educó en los Estados Unidos. Al principio de su carrera, trabajó como zooarqueóloga en el Museo Estatal de Nevada y asistente de investigación en paleontología mientras estudiaba Paleontología en la Universidad de Berkeley. Completó una Maestría en Artes en Geología en la Universidad de Columbia en 1969, y se doctoró en la Universidad de Columbia en 1973.

### Trayectoria profesional
Trabajó como ecóloga de campo en la Organización de Estudios Tropicales de Costa Rica, como paleontóloga en el Museo Americano de Historia Natural de Nueva York y como profesora adjunta y curadora asociada en la Universidad Tecnológica de Texas y su Museo.
En 1976, asumió un puesto de profesora de Ciencias de la tierra en la Universidad de Monash, Melbourne, Australia. Durante su larga trayectoria, desempeñó importantes cargos en la Universidad de Monash, entre ellos el de subdirectora de ciencias de la tierra y profesora y directora personal de paleontología, y posteriormente fue profesora emérita de paleontología.
Fue la directora fundadora del Centro de Ciencias Monash (PrimeSCI!) en la Universidad Tecnológica de Swinburne), donde fue directora y profesora emérita. También fue profesora de paleobiología en la Universidad Tecnológica de Swinburne y profesora asociada de paleontología en la Universidad de Deakin.
Además, entre 1976 y 2021, ocupó cargos como vicepresidenta y presidenta de la Asociación Australiana de Paleonólogos, investigadora asociada en el Museo Reina Victoria en Launceston, investigadora asociada en paleontología de vertebrados y ornitología en los Museos Victoria e investigadora asociada en el Laboratorio de Organismos Precámbricos del Instituto Paleontológico de Moscú.
Organizó exposiciones científicas sobre la biota australiana y de Gondwana, entre otras, en el Centro de Ciencias de Singapur, en el Museo de Arte y Ciencia y el faro de Cape Otway.

### Trayectoria investigadora
Es una experta en el origen y la evolución de los vertebrados de Australasia y sus entornos durante los últimos 400 millones de años. Tiene un interés especial en los fósiles de aves australianas y ha dirigido equipos de investigación para investigar el origen y desarrollo de vertebrados terrestres y aves en todo el mundo, incluso en África, el sudeste asiático, las islas del Pacífico Sur, la Antártida, Rusia, Sudamérica y Arabia Saudita.
Ella, junto con su esposo Tom Rich, lideró desde la década de 1970 la búsqueda de nuevas localidades de fósiles en Victoria, Australia. Juntos, la pareja describió los géneros de dinosaurios Leaellynasaura y Timimus, nombrándolos en honor a su hija y su hijo, Leaellyn y Tim Rich, respectivamente.  Su trabajo de campo en Victoria fue la base de su investigación sobre la interpretación del cambio climático y la afinidad biogeográfica de la biota de Gondwana durante los últimos 120 millones de años.

## Premios y reconocimientos
En 2016, recibió el título de Oficial de la Orden de Australia por su distinguido servicio a las Ciencias de la Tierra, en particular la paleontología, como académica, al desarrollo curricular educativo y a organizaciones científicas internacionales.
Sus trabajos científicos han ganado el Premio del Primer Ministro de Victoria para Escritura Científica (2007-2009) y el Premio del Primer Ministro de Queensland para Escritura Científica (2007-2008) por The Rise of Animals; el Premio Eureka (1993 y 2000) por Wildlife of Gondwana y Dinosaurs of Darkness; el Premio Michael Daley a la Excelencia en Periodismo de Ciencia, Tecnología e Ingeniería (1993); y la Medalla Whitley (1994 y 2004) al mejor libro sobre la historia natural de los animales australianos por Wildlife of Gondwana y Magnificent Mihirungs.
Además, recibió el Medallón Roy Wheeler a la Excelencia en Ornitología de Campo (2005), el Premio de Vehículo de Campo National Geographic /Toyota (2002), el Chairman's Award de la National Geographic Society (2000), la Medalla Crosbie Morrison (1998), y recibió la Llave de la Ciudad de Mesa, Arizona, por la Gran Exposición de Dinosaurios Rusos (1995).
Gracias a sus contribuciones, ha sido elegida para numerosas organizaciones prestigiosas. En 2015 fue elegida miembro Bragg del Real Instituto de Australia, fue nombrada miembro del Explorers Club de Nueva York en 1998 y elegida miembro de la Rama de Moscú de la Academia Internacional de Ciencias de la Naturaleza y la Sociedad en 1996.